# کارستن کولمن
کارستن کولمن (انگلیسی: Carsten Cullmann؛ زادهٔ ۵ مارس ۱۹۷۶) بازیکن فوتبال اهل آلمان است.
از باشگاه‌هایی که در آن بازی کرده‌است می‌توان به باشگاه فوتبال کلن اشاره کرد.